# Walentyna Subocz
Walentyna Subocz (ur. 10 stycznia 1942 w Gasparyszkach k. Święcian) – litewska działaczka polonijna, nauczyciel, posłanka na Sejm Litwy 1990–1992.

## Życiorys
W 1962 ukończyła studia w Instytucie Pedagogicznym w Leningradzie. W latach 1959–1991 pracowała w szkolnictwie rejonu święciańskiego. Od 1978 do 1987 pełniła funkcję wiceprzewodniczącej kołchozu im. Adama Mickiewicza w rejonie święciańskim i sekretarza KPZR tamże. 
W latach 1960–1991 członek KPZR. Po 1988 związana ze środowiskiem Związku Polaków na Litwie. 
W lutym 1990 wybrana posłanką do Rady Najwyższej Litewskiej SRR w okręgu Święciany. Należała do frakcji polskiej. 11 marca 1990 wstrzymała się od głosu w sprawie uchwały o niepodległości Litwy od ZSRR. 
Od 1990 do 1993 sprawowała funkcję wójta gminy Podbrodzie rejonu święciańskiego.